# Scott Stanford
Scott Stanford (* 30. August 1966 in Haverstraw, New York) ist ein US-amerikanischer Nachrichtensprecher und Sportkommentator. Zusammen mit Sukanya Krishnan moderiert er die WPIX11 Morning Show für den Sender WPIX. Für World Wrestling Entertainment (WWE) moderiert er die Shows This Week in WWE und WWE Afterburn auf dem WWE Network.

## Leben
Scott Stanford studierte an der State University of New York in Oswego Broadcasting and Communications. Er war zunächst als Ansager beim College-Basketball und American Football aktiv.
Seine Karriere als Nachrichtensprecher startete im Hörfunk sowie auf dem Sender WWOR-TV, wo er bei My9 News at Ten als Sportmoderator begann. Als Sportmoderator auf dem Radiosender WCBS gewann er zweimal den Air Award, mit dem Sprecher aus dem Raum New York ausgezeichnet werden. An 2010 begann er für WWE zu arbeiten, wo er zunächst Jack Korpela bei WWE Bottom Line ersetzte. Oktober 2010 wurde er neuer Moderator bei WWE Superstars. Dort beerbte er Michael Cole in dessen Position und unterstützte bis 2013 zunächst Jerry Lawler, dann den verletzten CM Punk und später Josh Mathews. Daneben ist er Moderator der Pay-per-View-Preshows und trat unter anderem in Zack Ryders YouTube-Webshow Z! True Long Island Story auf. Zusammen mit Cathy Kelley ist er auch aktueller Moderator bei WWE Afterburn.
Für den Fernsehsender WPIX ist er seit 2013 zusammen mit Tamsen Fadal Nachrichtensprecher bei den Nachrichten um fünf und um zehn Uhr.
Scott Stanford hat bereits fünf Mal den New York Emmy Award in der Kategorie „Bester Sportmoderator“ gewonnen.

## Privatleben
Scott Stanford ist verheiratet und lebt mit seiner Frau und seinen Töchtern in New Jersey.

## Moderationstätigkeiten
- 2002–2008: My9 News at Ten, WWOR-TV, Sportmoderator
- 2008: Fox 5 News, WNYW-TV, Sportmoderator
- 2009–2013: Sportmoderator, WNBC-TV
- 2010–2013: WWE Superstars, Sportmoderator
- 2011: WWE Raw, Interviewer
- 2009–2012: WWE Bottom Line, Moderator
- 2012–2013: WWE PPV Pre Show, Moderator
- 2013: WWE NXT, Erzähler
- 2013–2014: WWE Bottom Line, Moderator
- seit 2013: PIX11 News at 5 und PIX11 News at 10 Nachrichtensprecher, WPIX-TV
- 2015–2016: WWE Raw, Pre-Show-Analyst
- seit 2015: WWE Afterburn
- 2016: WWE Smackdown, Pre-Show-Analyst